# Kirby Underdale
Kirby Underdale – wieś w Anglii, w hrabstwie East Riding of Yorkshire. Leży 42 km na północny zachód od miasta Hull i 282 km na północ od Londynu. W 2001 miejscowość liczyła 129 mieszkańców.